# Římskokatolická farnost Holice
Římskokatolická farnost Holice je územním společenstvím římských katolíků v pardubickém vikariátu královéhradecké diecéze.

## O farnosti

### Historie
Kostel v Holicích je prvně připomínán v roce 1349 a tehdy byl zřejmě ještě dřevěný. Později byl postaven kostel nový, již kamenný. Ten však postupem času velice zchátral a majitelé pardubického panství nechali na naléhání holických obyvatel vystavět v letech 1736–1739 nový kostel v barokním stylu. V roce 1734 byla rovněž postavena zcela nová fara.

#### Přehled duchovních správců
- 1982 R.D. Jan Ruda
- 1853–1863 R.D. Jan Novák
- 1983–1865 R.D. Antonín Žižinský
- 1865–1876 R.D. Jakub Jindra
- 1876–1894 R.D. František Mikeš
- 1894–1901 R.D. František Podhájecký
- 1901–1902 R.D. Stanislav Dobruský
- 1902–1927 R.D. Ferdinand Zajíček
- 1927–1928 R.D. Alois Urbánek
- 1928–1943 R.D. František Anděl
- 1943–1954 R.D. Vladimír Dobiáš
- 1954–1962 R.D. Jan Smejkal
- 1962–1970 R.D. Oldřich Henych (administrátor)
- 1970–1975 R.D. Jan Smejkal (administrátor)
- 1975–1976 R.D. Josef Beneš
- 1976–1980 R.D. Oldřich Šmeral
- 1980–1985 R.D. Antonín Franc (administrátor)
- 1985–2007 R.D. Jiří Mannl (farář)
- 2007–2009 R.D. Krysztof Piotr Tomkiewicz (administrátor)
  - 2007–2010 R.D. Jiří Mannl (výpomocný duchovní)
- 2009–2010 A.R.D. Antonín Forbelský (administrátor ex currendo z Pardubic)
- 2010–2011 R.D. Mgr. Miloslav Brhel (administrátor ex currendo z Pardubic)
- 2011–2016 R.D. Mgr. Filip Janák (administrátor)
- od r. 2016 A.R.D. PhDr. Radek Martinek, PhD. (administrátor, od I/2021 farář, od X/2022 okrskový vikář vikariátu Pardubice)

### Současnost
Farnost má sídelního duchovního správce, který zároveň ex currendo spravuje farnosti Ostřetín a Vysoké Chvojno a zároveň je pověřen pastorací vysokoškoláků v Pardubicích.
| Kostel             | Místo        | Bohoslužba                  | Bohoslužba             | Poznámka        |
| ------------------ | ------------ | --------------------------- | ---------------------- | --------------- |
| Kostel sv. Martina | Holice       | neděle pondělí středa pátek | 9.30 18.00             | farní kostel    |
| Kostel sv. Václava | Horní Ředice | neslouží se pravidelně      | neslouží se pravidelně | filiální kostel |
| Kaple Panny Marie  | Koudelka     | neslouží se pravidelně      | neslouží se pravidelně | obecní kaple    |
| Kaple              | Roveňsko     | neslouží se pravidelně      | neslouží se pravidelně | obecní kaple    |